# 兵庫県立西神戸高等特別支援学校
兵庫県立西神戸高等特別支援学校（ひょうごけんりつ にしこうべこうとうとくべつしえんがっこう）は、兵庫県神戸市西区押部谷町にある県立特別支援学校。知的障害のある生徒を教育対象とし、高等部のみからなる職業科の単独校である。神戸市立農業公園（神戸ワイナリー）内にあり、職業自立と社会参加を目標とする。

## 設置学部
- 高等部

## 通学区域
- 県下全域

## 沿革
- 2016年（平成28年）4月1日 - 開設準備室を兵庫県教育委員会事務局に設置。
- 2017年（平成29年）
  - 1月1日 - 開校準備室が兵庫県立のじぎく特別支援学校に移転。
  - 　4月 ‐ 開校。